# Heerlijkheid Schadeck

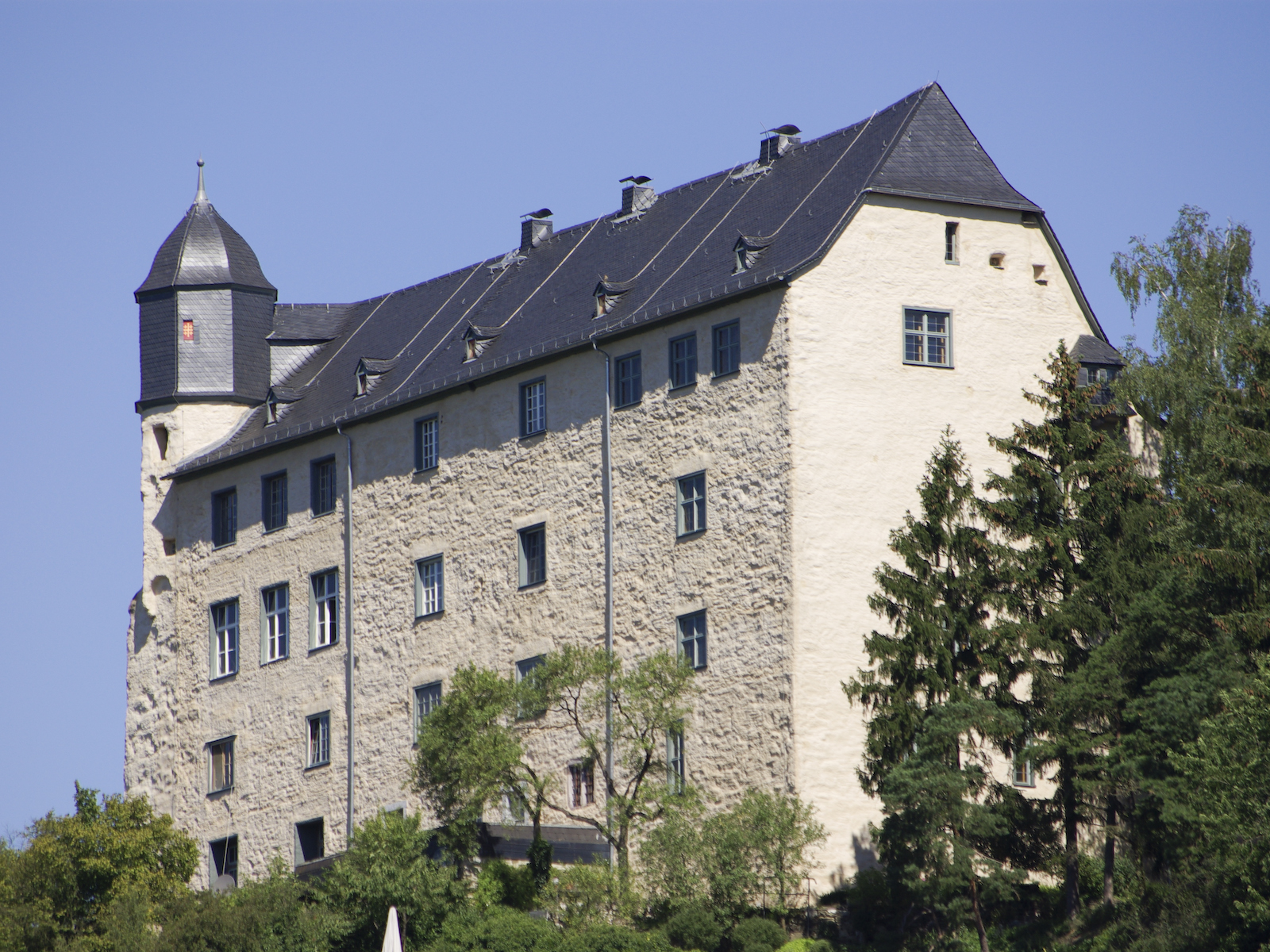
Burcht Schadeck

Schadeck was een tot de Boven-Rijnse Kreits behorende heerlijkheid binnen het Heilige Roomse Rijk.
De burcht Schadeck in Runkel (Hessen) werd in 1288 gebouwd door Hendrik van Westerburg tijdens een strijd tussen de huizen Westerburg en Runkel. De burcht was gericht tegen de burcht Runkel op de andere oever van de Lahn. In 1321 werd de burcht een leen van het keurvorstendom Trier. De burcht bleef voortaan onder het oppergezag van het keurvorstendom. De heerlijkheid Schadeck deelde de geschiedenis van de heerlijkheid Westerburg. 
In artikel 24 van de Rijnbondakte van 12 juli 1806 werden de heerlijkheden Westerburg en Schadeck onder de soevereiniteit van het groothertogdom Berg en de heerlijkheid Ilbenstadt onder de soevereiniteit van het groothertogdom Hessen-Darmstadt gesteld: de mediatisering.
Als na de Franse nederlagen de prins van Oranje in november 1813 zijn erflanden weer in bezit kon nemen, mocht hij ook de soevereiniteit over Westerburg en Schadeck van het groothertogdom Berg overnemen. Op 31 mei 1815 stond hij de gebieden aan het koninkrijk Pruisen af, dat ze dezelfde dag aan het hertogdom Nassau afstond.